# Argallón (Córdoba)
Argallón es una localidad española del municipio de Fuente Obejuna, perteneciente a la provincia de Córdoba, en la comunidad autónoma de Andalucía.

## Historia
Hacia mediados del siglo XIX, el lugar, ya por entonces perteneciente a Fuente Obejuna, tenía contabilizada una población de 180 habitantes. La localidad aparece descrita en el segundo volumen del Diccionario geográfico-estadístico-histórico de España y sus posesiones de Ultramar de Pascual Madoz de la siguiente manera:

ARGALLON: ald en la prov. y dióc. de Córdoba, part. jud., ayunt. y térm. de Fuente-Obejuna: sit. en una colina al N. de la cord. llamada de los Cortijos, y á la dist. de 1 leg. SO. de su matriz: sus casas forman 2 plazuelas, igual número de calles, y algunos grupos; entre ellas existe 1 igl. dedicada á San Juan, y servida por 1 cura párroco, la cual tiene por anejo á la ald. de Piconcillo que está á la dist. de 1/2 !eg.: en sus inmediaciones se encuentran los cas. de Gallegos, Leales, Cojos, Casa-alia, Segoviana y Zarza; 1 mina de alcohol y otra de plomo; y una ribera de pequeños huertos con árboles frutales que reciben el agua de 1 arroyo que da tambien impulso á 2 molinos harineros. pobl. 50 vec.: 180 alm.: contr. con el ayuntamiento.
(Madoz, 1845, p. 541)

En 2022, la entidad singular de población tenía empadronados 324 habitantes y el núcleo de población 318 habitantes.